# Клуб Олега Блохина

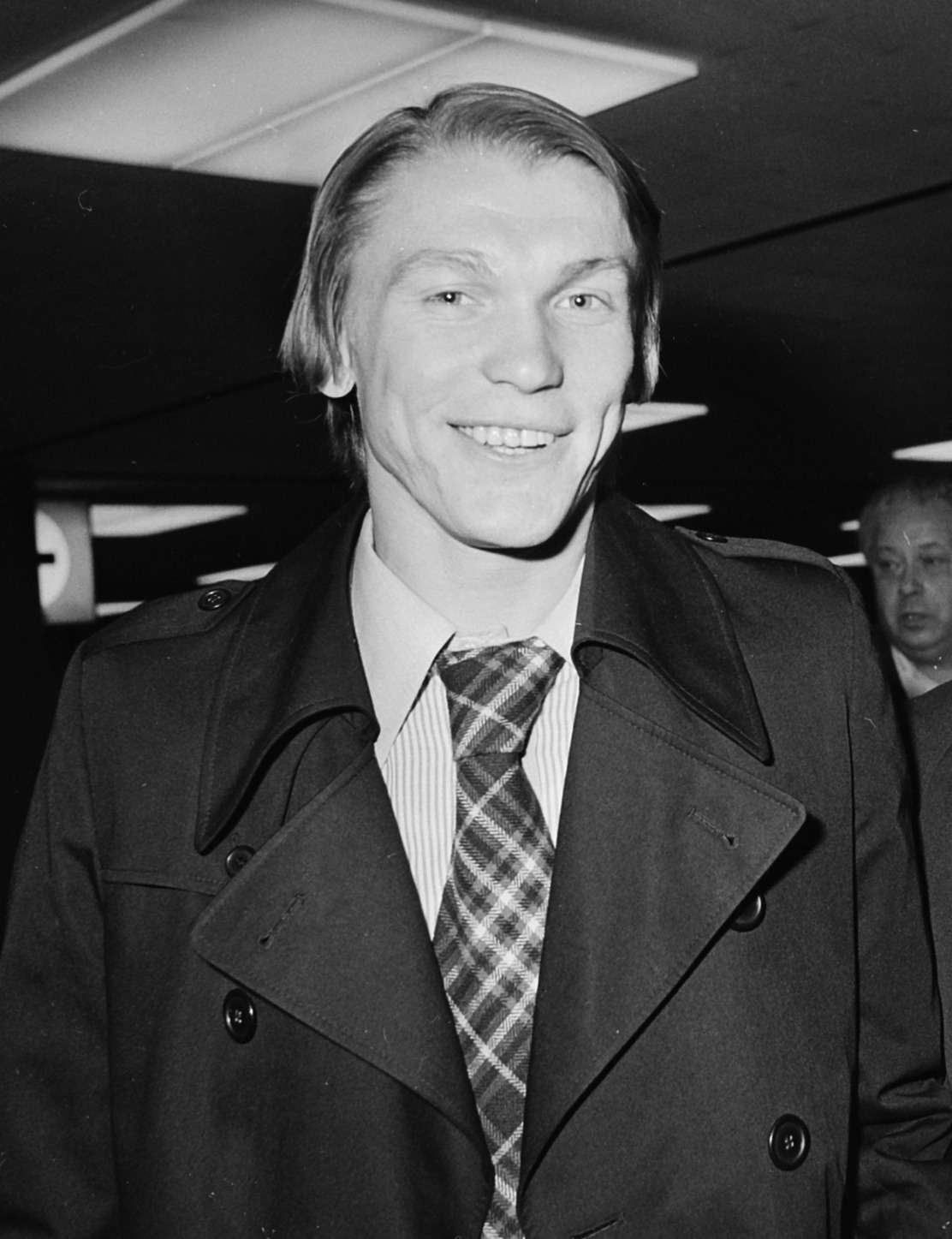
Олег Блохин в 1977 году

Клуб украинских бомбардиров имени Оле́га Блохина́ — символический клуб, объединяющий бомбардиров украинских команд высшего дивизиона чемпионата Украины либо СССР, забивших за карьеру 100 и более голов. Право на вступление в клуб имеют также достигшие этого показателя воспитанники украинского футбола, в ходе продолжения или окончания карьеры получившие гражданство другой страны; иностранные футболисты советского периода, получившие в дальнейшем гражданство Украины; иностранные футболисты, достигшие этого показателя в составе команд украинского чемпионата. В зачёт клуба засчитываются забитые голы в высших дивизионах чемпионатов Украины и СССР, в Кубке и Суперкубке Украины, в Кубке, Кубке сезона и Кубке Федерации футбола СССР, на Спартакиада народов СССР 1979 года, в чемпионатах высших дивизионов, национальных Кубках и международных клубных турнирах под эгидой УЕФА, АФК, КАФ, КОНМЕБОЛ, КОНКАКАФ и ОФК, а также забитые за национальную сборную Украины и СССР (в том числе олимпийскую).
Клуб носит имя самого результативного форварда советской эпохи — Олега Блохина. Олег Блохин большую часть свои голов забил в составе киевской команды «Динамо» — 265, из общих 336. Блохин был первым среди футболистов украинского происхождения, забившим 100 мячей на высшем уровне. Сотый гол был забит 8 ноября 1975 года в домашнем матче чемпионата СССР между «Динамо» и московским «Спартаком», тогда на 40-й минуте игры второй мяч в ворота «красно-белых», забитый Блохиным, стал для него юбилейным, а спартаковцы проиграли со счётом — 1:3.

## История создания
В 1995 и 2007 годах в справочниках самостоятельного издательства информацию о Клуб Блохина публиковал статистик из Кривого Рога Василий Гнатюк. В этих версиях Гнатюк использовал данные Николая Жигулина, в которых не были учтены голы, забитые украинскими футболистами за рубежом и в клубах РСФСР. В 2002 на сайте «fanat.ua» был открыт раздел содержащий краткую информацию о футболистах-членах Клуба Блохина. С 1 ноября 2002 этот сайт прекратил обновление таблицы этого Клуба бомбардиров.
10 сентября 2009 года Иван Украинец из села Великий Кучуров Черновицкой области опубликовал на интернет-сайте «Сlub-blokhin.narod.ru» таблицу участников Клуба Олега Блохина, включив в неё лишь тех бомбардиров, о которых имел статистические данные. Данная публикация привлекла внимание футбольного статистика Виктора Хохлюка из города Ровеньки, Луганской области, который на тот момент составлял собственную таблицу участников этого клуба на бумаге. Благодаря Виктору Хохлюку Клуб бомбардиров имени Олега Блохина получил Регламент, были дополнительно зачислены новые восемь членов: Александр Пономарёв, Сергей Андреев, Николай Кудрицкий, Виктор Грачёв, Александр Косырин, Игорь Ниченко, Игорь Петров и Олег Саленко.
С апреля 2010 года по июль 2011 года при поддержке Сергея Бондаренко на его сайте «Футболфан» Виктор Хохлюк ежемесячно выпускал статистические публикации данного клуба. Позже эту идею поддержали авторы сайта о луганской «Заре» — Юлиан Шкиров и Николай Косогор, а также спортивное информационное агентство «Спорт Украины». Владимир Баняс, корреспондент газеты «Украинский футбол» изготовил логотип клуба.
13 августа 2010 прошло первое заседание бомбардирского клуба. Его деятельность стала ежеквартально освещаться на страницах газеты «Украинский футбол» и портале Всеукраинского информационного агентства «Sport.ua». Основной целью перехода публикаций на «Sport.ua» стало более широкое освещение заседаний клуба для болельщиков и популяризация украинского футбола в средствах массовой информации. С сентября 2011 года возобновились заседания Клуба Олега Блохина на обновлённом сайте «Футболфан».
К спорным вопросам по Регламенту Клуба и другим темам привлекаются известные на Украине историки и футбольные статистики. В истории с включением в Клуб Олега Блохина иностранцев, автор статистической идеи при помощи редакции «Sport.ua» провёл опрос по включению Максима Шацких в главный реестр украинских бомбардиров. В статистике бомбардирского Клуба, его автор использует всю голевую статистику футболистов, которую бомбардиры имеют в своей карьере на высшем уровне.

## Сравнительный анализ Клубов Федотова и Блохина
Клуб Григория Федотова — аналогичное объединение советских и российских бомбардиров. Этот клуб был основан в 1967 году по инициативе Константина Есенина и назван в честь форварда московского ЦДКА (современный ЦСКА) Григория Федотова, который первым забил 100 мячей в чемпионатах СССР. Статистические показатели бомбардиров украинского происхождения в клубах Федотова и Блохина разнятся. Олег Блохин, по версии Клуба Федотова, имеет на своём счету 319 забитых мячей, по подсчетам авторов именного клуба — 334. Олег Протасов, по версии клуба Федотова, забил 236 мячей, — ему не зачислены голы в чемпионатах и кубках Японии, также неточная статистика по выступлениям в греческих клубах. В клубе Блохина у Протасова 275 голов. Отличается статистика в клубах у Вадима Евтушенко, Геннадия Литовченко, Леонида Буряка и других украинских бомбардиров.

## Всеукраинское признание
17 января 2014 года, в Киеве в Олимпийском дворике НСК «Олимпийский» состоялась торжественная церемония награждения украинских футболистов премией «Голеадор», которые забили за свою карьеру сто и более голов на высшем уровне. Эта церемония стала первой футбольной акцией в 2014 году, которую совместными усилиями открыли — автор и ведущий статистику бомбардирского Клуба Виктор Хохлюк, редакция информационного спортивного агентства Sport.ua, «AvtorFilmsProduction» (Николай Васильков), НСК «Олимпийский» (директор — Сергей Симак), Федерация футбола Украины — пресс-атташе национальной сборной Украины Александр Гливинский, при поддержке Министерства молодёжи и спорта Украины (заместитель Министра — Вадим Сысюк), Национального олимпийского комитета Украины и генерального спонсора мероприятия Mercedes-Benz на Украине..
Кроме публикаций во всеукраинском спортивном издании «Украинский футбол», с апреля 2011 года символический клуб бомбардиров имени Олега Блохина стал регулярно освещаться информационным агентством «Спорт Украины» (Sport.ua). При необходимости принятия решения по спорным вопросам в деятельности бомбардирского Клуба проводится опрос известных в мире футбола специалистов и статистиков.
До гибели на войне с Россией редактора издания Сергея Бондаренко, на интернет-портале «Футболфан» постоянно обновлялась таблица (статистика) Клуба Олега Блохина.

## Члены клуба
Данные откорректированы по состоянию на 31 мая 2025 года.
Легенда
 Означает, что футболист ещё не закончил карьеру и может улучшить свои показатели.
| №     | Фото | Футболист / Клубы                                                                                          | Период выступлений | Количество голов | Количество голов | Количество голов | Количество голов | Количество голов | Количество голов | Количество голов | Количество голов | Количество голов | Количество голов | Ист.          |
| №     | Фото | Футболист / Клубы                                                                                          | Период выступлений | Всего            | ЧУ               | КУ               | ЕК               | Сб               | ЧС               | КС               | СН               | ЗЧ               | ЗК               | Ист.          |
| ----- | ---- | --- | ------------------ | ---------------- | ---------------- | ---------------- | ---------------- | ---------------- | ---------------- | ---------------- | ---------------- | ---------------- | ---------------- | ------------- |
| 1     |      | Андрей Шевченко Динамо К, Милан, Челси                                                                     | 1994—2012          | 374              | 83               | 21               | 67               | 48               | 0                | 0                | 0                | 136              | 19               | [ 20 ]        |
| 2     |      | Олег Блохин Динамо К, Форвертс Штайр, Арис Лимасол                                                         | 1969—1990          | 336              | 0                | 0                | 26               | 44               | 211              | 34               | 4                | 14               | 3                | [ 21 ]        |
| 3     |      | Олег Протасов Днепр, Динамо К, Олимпиакос, Гамба Осака, Верия, Проодефтики                                 | 1981—1999          | 275              | 0                | 0                | 6                | 29               | 125              | 14               | 0                | 88               | 13               | [ 22 ]        |
| 4     |      | Андрей Ярмоленко Динамо К, Боруссия Д, Вест Хэм Юнайтед, Аль Айн                                           | 2007—н. в.         | 237              | 116              | 21               | 26               | 46               | 0                | 0                | 0                | 22               | 6                | [ 23 ]        |
| 5     |      | Сергей Ребров Шахтёр, Динамо К, Тоттенхэм Хотспур, Фенербахче, Вест Хэм Юнайтед, Рубин                     | 1992—2009          | 219              | 123              | 20               | 31               | 15               | 2                | 1                | 0                | 19               | 8                | [ 24 ]        |
| 6     |      | Александр Пономарёв Динамо Горловка, Трактор Сталинград, Торпедо М, Шахтёр                                 | 1936—1952          | 184              | 0                | 0                | 0                | 0                | 150              | 34               | 0                | 0                | 0                | [ 25 ]        |
| 7     |      | Евгений Селезнёв Арсенал, Шахтёр, Днепр, Кубань, Карабюкспор, Акхисар Беледиеспор, Бурсаспор, Колос, Минай | 2007—2023          | 182              | 117              | 12               | 14               | 11               | 0                | 0                | 0                | 19               | 9                | [ 26 ]        |
| 8     |      | Максим Шацких Динамо К, Арсенал, Черноморец, Говерла                                                       | 1999—2015          | 171              | 124              | 24               | 23               | 0                | 0                | 0                | 0                | 0                | 0                | [ 27 ]        |
| 9     |      | Андрей Воробей Шахтёр, Днепр, Арсенал, Металлист                                                           | 1997—2013          | 152              | 105              | 25               | 13               | 9                | 0                | 0                | 0                | 0                | 0                | [ 28 ]        |
| 10    |      | Иван Гецко Закарпатье, Черноморец, Маккаби Х, Локомотив НН, Алания, Днепр, Карпаты, Кривбасс, Металлист    | 1989—2002          | 151              | 67               | 7                | 5                | 1                | 14               | 10               | 0                | 45               | 2                | [ 29 ]        |
| 11    |      | Марко Девич Волынь, Металлист, Шахтёр, Рубин, Эр-Райян, Ростов, Вадуц, Сабах, Вождовац                     | 2005—2020          | 143              | 90               | 4                | 12               | 7                | 0                | 0                | 0                | 25               | 5                | [ 30 ]        |
| 12    |      | Игорь Ниченко Металлист, Кривбасс, Штадлер, Ференцварош, Дунаферр, Дьёр                                    | 1990—2005          | 141              | 24               | 3                | 1                | 0                | 0                | 1                | 0                | 98               | 14               |               |
| 13    |      | Жуниор Мораес Металлург Д, Динамо К, Шахтёр, Коринтианс                                                    | 2012—2023          | 135              | 103              | 7                | 23               | 1                | 0                | 0                | 0                | 0                | 1                |               |
| 14    |      | Сергей Андреев Заря, СКА, Pостсельмаш, Эстер, Мьельбю                                                      | 1973—1993          | 130              | 0                | 0                | 2                | 13               | 82               | 13               | 0                | 9                | 11               | [ 31 ]        |
| 15    |      | Александр Гладкий Металлист, Харьков, Шахтёр, Днепр, Карпаты, Черноморец, Ризеспор, Заря                   | 2004—2023          | 129              | 99               | 17               | 9                | 1                | 0                | 0                | 0                | 0                | 3                |               |
| 16    |      | Луис Адриано Шахтёр                                                                                        | 2007—2015          | 128              | 77               | 19               | 32               | 0                | 0                | 0                | 0                | 0                | 0                | [ 32 ]        |
| 17    |      | Артём Милевский Динамо К, Газиантепспор, Хайдук, Конкордия, Динамо-Брест                                   | 2002—2021          | 124              | 57               | 14               | 15               | 8                | 0                | 0                | 0                | 27               | 3                | [ 33 ]        |
| 18    |      | Игорь Петров Шахтёр, Бейтар Т-А, Маккаби Ирони                                                             | 1981—1998          | 123              | 18               | 4                | 2                | 0                | 52               | 8                | 0                | 28               | 11               | [ 34 ]        |
| 19—20 |      | Олег Саленко Зенит, Динамо К, Логроньес, Валенсия, Рейнджерс, Истанбулспор                                 | 1985—1998          | 120              | 7                | 1                | 7                | 0                | 31               | 17               | 0                | 48               | 9                | [ 35 ]        |
| 19—20 |      | Виктор Цыганков Динамо К, Жирона                                                                           | 2016—н. в.         | 120              | 77               | 4                | 13               | 13               | 0                | 0                | 0                | 13               | 0                |               |
| 21    |      | Вадим Евтушенко Динамо К, Днепр, АИК                                                                       | 1980—1993          | 119              | 0                | 0                | 10               | 1                | 59               | 12               | 0                | 30               | 7                |               |
| 22    |      | Артём Довбик Днепр, Мидтьюлланн, Сённерйюск, Днепр-1, Жирона, Рома                                         | 2015—н. в.         | 116              | 50               | 4                | 8                | 11               | 0                | 0                | 0                | 38               | 5                |               |
| 23    |      | Александр Паляница Днепр, Верес, ЛАСК, Карпаты, Металлист                                                  | 1992—2003          | 115              | 79               | 22               | 4                | 0                | 0                | 1                | 0                | 6                | 3                | [ 36 ]        |
| 24    |      | Александр Гайдаш Таврия, Сарыер, Маккаби Г, Металлург М                                                    | 1992—2004          | 114              | 96               | 9                | 0                | 0                | 0                | 4                | 0                | 5                | 0                | [ 37 ]        |
| 25—27 |      | Геннадий Литовченко Днепр, Динамо К, Олимпиакос, Адмира Ваккер, Черноморец                                 | 1981—1996          | 112              | 1                | 0                | 11               | 15               | 56               | 11               | 0                | 12               | 6                |               |
| 25—27 |      | Руслан Любарский Хемлон, Спарта, Кошице, Маккаби, Металлург З                                              | 1996—2008          | 112              | 4                | 3                | 7                | 0                | 0                | 0                | 0                | 80               | 18               | [ 38 ]        |
| 25—27 |      | Роман Яремчук Александрия, Гент, Бенфика, Брюгге, Валенсия, Олимпиакос                                     | 2016—н. в.         | 112              | 5                | 1                | 19               | 17               | 0                | 0                | 0                | 61               | 9                |               |
| 28    |      | Олег Гусев Арсенал К, Динамо К                                                                             | 2002—2018          | 111              | 59               | 17               | 22               | 13               | 0                | 0                | 0                | 0                | 0                |               |
| 29    |      | Виталий Старухин Шахтёр                                                                                    | 1973—1981          | 110              | 0                | 0                | 3                | 0                | 84               | 23               | 0                | 0                | 0                | [ 39 ]        |
| 30    |      | Виктор Колотов Динамо К, Рубин                                                                             | 1969—1981          | 109              | 0                | 0                | 8                | 22               | 62               | 14               | 3                | 0                | 0                | [ 40 ] [ 41 ] |
| 31    |      | Виктор Леоненко Геолог, Динамо М, ЦСКА Киев, Закарпатьe                                                    | 1988—2002          | 108              | 67               | 12               | 9                | 6                | 9                | 0                | 0                | 5                | 0                | [ 42 ]        |
| 32    |      | Леонид Буряк Динамо К, Торпедо, Металлист                                                                  | 1973—1988          | 106              | 0                | 0                | 14               | 11               | 63               | 16               | 2                | 0                | 0                | [ 43 ]        |
| 33-34 |      | Николай Кудрицкий Днепр, Бней Иегуда                                                                       | 1985—1994          | 106              | 0                | 0                | 2                | 0                | 29               | 12               | 0                | 51               | 12               |               |
| 33-34 |      | Сергей Мизин Динамо К, Днепр, Черноморец, ЦСКА Киев, Карпаты, Кривбасс, Металлист, Арсенал К               | 1992—2008          | 106              | 90               | 14               | 2                | 0                | 0                | 0                | 0                | 0                | 0                | [ 44 ]        |
| 35—36 |      | Михаил Соколовский Шахтёр                                                                                  | 1974—1987          | 105              | 0                | 0                | 5                | 0                | 87               | 13               | 0                | 0                | 0                | [ 45 ]        |
| 35—36 |      | Виктор Грачёв Динамо М, Динамо К, Шахтёр, Дебрецен, БВСК                                                   | 1979—1995          | 105              | 0                | 3                | 5                | 1                | 66               | 11               | 0                | 19               | 0                |               |
| 37—38 |      | Александр Заваров Заря, СКА, Динамо К, Ювентус, Нанси                                                      | 1977—1995          | 104              | 0                | 0                | 8                | 6                | 56               | 10               | 0                | 17               | 7                |               |
| 37—38 |      | Тимерлан Гусейнов Заря, Черноморец                                                                         | 1992—2000          | 104              | 85               | 8                | 2                | 8                | 1                | 0                | 0                | 0                | 0                | [ 46 ]        |
| 39    |      | Александр Косырин Динамо К, Маккаби Т-А, Черноморец, Металлург Д, Говерла                                  | 1997—2012          | 103              | 84               | 13               | 2                | 0                | 0                | 0                | 0                | 4                | 0                | [ 47 ]        |
| 40    |      | Олег Ящук Нива Т, Андерлехт, Эрготелис, Серкль Брюгге, Вестерло                                            | 1994—2013          | 102              | 10               | 0                | 4                | 0                | 0                | 0                | 0                | 79               | 9                | [ 48 ]        |
| 41    |      | Сергей Назаренко Днепр, Таврия, Черноморец, Металлист                                                      | 1998—2017          | 100              | 73               | 7                | 8                | 12               | 0                | 0                | 0                | 0                | 0                | [ 49 ] [ 50 ] |

### Кандидаты на включение в Клуб
| Игрок              | Команды                                                | Период выступлений | Всего | ЧУ | КУ | ЕК | СБ | ЗЧ | ЗК |
| ------------------ | ------------------------------------------------------ | ------------------ | ----- | -- | -- | -- | -- | -- | -- |
| Роман Безус        | Ворскла, Динамо (К), Днепр, Сент-Трюйден, Гент, Омония | 2009—н. в.         | 89    | 29 | 3  | 9  | 5  | 36 | 7  |
| Руслан Малиновский | Заря, Генк, Аталанта, Олимпик М, Дженоа                | 2013—н. в.         | 86    | 7  | 0  | 15 | 7  | 51 | 6  |

## Официальные публикации «Клуба»
- Виктор Хохлюк: «Статистика. Славные традиции украинских голеадоров. Клуб Олега Блохина» (Февраль 2011 г., № 11/2483). «Украинский футбол», стр. 11. (укр.)
- Виктор Хохлюк: «Статистика. Клуб Олега Блохина. Заседание № 7» (Март 2011 г., № 25/2497). «Украинский футбол» стр. 4. (укр.)
- Виктор Хохлюк: «Клуб Олега Блохина. Заседание № 8. Винужденое исключение Парахневича» (Апрель 2011 г., № 36/2508). «Украинский футбол» стр. 3. (укр.)
- Виктор Хохлюк: «Клуб Олега Блохина. Заседание № 9. Шевченко укрепляет лидерство. Кузнецовский прыжок» (Май 2011 г., № 58/2530). «Украинский футбол» стр. 2. (укр.)
- Виктор Хохлюк: «Клуб Олега Блохина. Заседание № 10. Июньский спурт Воронина!» (Июль 2011 г., № 75/2547). «Украинский футбол» стр. 6. (укр.)
- Виктор Хохлюк: «Клуб Олега Блохина. Заседание № 11.»
- Виктор Хохлюк: «Клуб Олега Блохина. Заседание № 12.»
- Виктор Хохлюк: «Клуб Олега Блохина. Заседание № 13.»
- Виктор Хохлюк: «Клуб Олега Блохина. Итоги бомбардирского года. Заседание № 14 (январь — декабрь). Ждем чуда от наших бомбардиров!» (Декабрь 2011 г., № 143/2615). «Украинский футбол» стр. 2. (укр.)
- Виктор Хохлюк: «Клуб Олега Блохина. Заседание № 16. О бомбардире замолвите слово!»
- Виктор Хохлюк: «Клуб Олега Блохина. Заседание № 17. (июль — сентябрь)»
- Виктор Хохлюк: «Клуб Олега Блохина. Заседание № 18. (октябрь — декабрь)»
- Виктор Хохлюк: «Клуб Олега Блохина. Заседание № 19. (январь — май)»
- Виктор Хохлюк: «Клуб Олега Блохина. Заседание № 20. (июнь — сентябрь). Под напором Девича»
- Виктор Хохлюк: «Клуб Олега Блохина. Заседание № 21. (октябрь — декабрь). 12 мячей Ярмоленко»
- Виктор Хохлюк: «Клуб Олега Блохина. Заседание № 22. (январь — май). Голевая самба Адриано»
- Виктор Хохлюк: «Клуб Олега Блохина. Заседание № 23. Адриано и Ярмоленко главные герои года»

### Другие публикации
- Виктор Хохлюк: «Фантастический показатель Андрея Шевченко!». Газета «Украинский футбол», стр. 6. (Октябрь, № 115/2587). Киев. 2011 год. (укр.)
- Виктор Хохлюк: «Сто голов Олега Ящука» (протоколы). Газета «Футбольное обозрение», стр. 19. (Апрель, № 27/648). Луганск. 2012 год.
- Виктор Хохлюк: «Сто триумфов Евгения Селезнёва» (протоколы). Газета «Украинский футбол», стр. 7. (Июль, № 62/2822). Киев. 2013 год. (укр.)
- Виктор Хохлюк: «Марко Девич — 100 + 3 гола!» (протоколы). Газета «Украинский футбол», стр. 7. (Сентябрь, № 74/2834). Киев. 2013 год. (укр.)
- Виктор Хохлюк: «Клуб Олега Блохина» (Сентябрь 2013 г., № 74/2834). «Украинский футбол» стр. 10. (укр.)
- Михаил Спиваковский: «Лига выдающихся бомбардиров». Газета «Спорт Экспресс в Украине», стр. 1. (Январь, № 8/2616). Киев. 2014 год.
- Александр Гапоненко, Валерий Пригорницкий, Артем Франков: «Сотник — звание высокое». Журнал «Футбол», стр. 4-6. (Январь, № 7/1188). Киев. 2014 год.
- Виктор Браницкий: «Чествовали славных сотников». Газета «Голос Украины», стр. 24. (Январь, № 10/5760). Киев. 2014 год.
- Юрий Трохимчук: «Есть, что вспомнить и внукам показать». Газета «Команда», стр. 10-11. (Январь, № 7/4314). Киев. 2014 год.
- Артем Франков: «Поправка номера». Журнал «Футбол», стр. 3. (Январь, № 9/1190). Киев. 2014 год.
- Виктор Хохлюк: Клуб Олега Блохина: «В Клубе бомбардиров — пополнение». Газета «Жизнь Луганска» (приложение «Спортивное обозрение»), стр. 8. (Апрель, № 23/1283). Луганск. 2015 год.
- Виктор Хохлюк: Клуб Олега Блохина: «Девич обходит Андреева, Гладкому покоряется сотня». Газета «Жизнь Луганска» (приложение «Спортивное обозрение»), стр. 10. (Сентябрь, № 67/1327). Луганск. 2015 год.
- Алексей Петренко: Виктор Хохлюк: «Ради таких моментов стоит жить». Газета «Жизнь Луганска» (приложение «Спортивное обозрение»), стр. 10. (Февраль, № 4/4). Луганск. 2016 год.
- Виктор Хохлюк: Клуб Олега Блохина: «Румынский прорыв Милевского». Газета «Жизнь Луганска» (приложение «Спортивное обозрение»), стр. 7. (Март, № 11/11). Луганск. 2016 год.
- Виктор Хохлюк. «Клуб Олега Блохина: Селезнёв обходит Шацких или Мораес — 40 голеадор». — Еженедельник «Интерфутбол». — № 52 (571), стр. 6 — 8. Ташкент. Декабрь 2019 года.

## Видео
- «В Киеве состоялась церемония вручения премии „Голеадор“»" на Чемпионат.com
- «В Киеве собрались члены Клуба Блохина» на XSPORT.ua
- «В „Клубе Блохина“ раздали награды» на YouTube.com (укр.)
- «Клуб Олега Блохина. Лучшие бомбардиры Украины и украинцы в чемпионатах СССР и за рубежом» на YouTube.com